# Pace (Florida)
Pace è un census-designated place (CDP) degli Stati Uniti d'America, situato in Florida, nella contea di Santa Rosa.